# Cross Road
Cross Road è il primo greatest hits dei Bon Jovi, pubblicato nel 1994 dalla Mercury Records.

## Descrizione
È una raccolta dei brani più famosi del gruppo, che comprende alcuni dei loro maggiori successi dal disco di debutto, Bon Jovi del 1984, fino a Keep the Faith del 1992. Inoltre, sono presenti due canzoni inedite: Always e Someday I'll Be Saturday Night, entrambe estratte come singoli. Nella versione dell'album distribuita per il Nord America appare anche una nuova versione della celebre Livin' on a Prayer, chiamata Prayer '94. Contemporaneamente all'uscita del disco, fu pubblicata la registrazione Cross Road: The Videos, contenente 16 videoclip dei Bon Jovi.
Nel 2005, Cross Road fu messo in commercio sotto forma di un cofanetto in edizione speciale denominato "Deluxe Sound & Vision", comprendente 3 dischi: l'album originale rimasterizzato, un CD Bonus contenente alcune b-sides e rarità del gruppo, e il DVD Live from London.

## Tracce
Versione internazionale
1. Livin' on a Prayer – 4:13 (Jon Bon Jovi, Richie Sambora, Desmond Child) – dall'album Slippery When Wet
2. Keep the Faith – 5:46 (Jon Bon Jovi, Richie Sambora, Desmond Child) – dall'album Keep the Faith
3. Someday I'll Be Saturday Night – 4:39 (Jon Bon Jovi, Richie Sambora, Desmond Child) – Inedito
4. Always – 5:52 (Jon Bon Jovi) – Inedito
5. Wanted Dead or Alive – 5:11 (Jon Bon Jovi, Richie Sambora) – dall'album Slippery When Wet
6. Lay Your Hands on Me – 6:04 (Jon Bon Jovi, Richie Sambora) – dall'album New Jersey
7. You Give Love a Bad Name – 3:46 (Jon Bon Jovi, Richie Sambora, Desmond Child) – dall'album Slippery When Wet
8. Bed of Roses – 6:37 (Jon Bon Jovi) – dall'album Keep the Faith
9. Blaze of Glory – 5:40 (Jon Bon Jovi, Danny Kortchmar) – dall'album Blaze of Glory
10. In These Arms – 5:16 (Jon Bon Jovi, Richie Sambora, David Bryan) – dall'album Keep the Faith
11. Bad Medicine – 5:14 (Jon Bon Jovi, Richie Sambora, Desmond Child) – dall'album New Jersey
12. I'll Be There for You – 5:47 (Jon Bon Jovi, Richie Sambora) – dall'album New Jersey
13. In and Out of Love – 4:23 (Jon Bon Jovi) – dall'album 7800° Fahrenheit
14. Runaway – 3:53 (Bon Jovi, George Karak) – dall'album Bon Jovi
15. Never Say Goodbye – 4:50 (Jon Bon Jovi, Richie Sambora) – dall'album Slippery When Wet

Durata totale: 77:11
Versione per gli Stati Uniti
1. Livin' on a Prayer – 4:13 (Jon Bon Jovi, Richie Sambora, Desmond Child) – dall'album Slippery When Wet
2. Keep the Faith – 5:46 (Jon Bon Jovi, Richie Sambora, Desmond Child) – dall'album Keep the Faith
3. Someday I'll Be Saturday Night – 4:39 (Jon Bon Jovi, Richie Sambora, Desmond Child) – Inedito
4. Always – 5:52 (Jon Bon Jovi) – Inedito
5. Wanted Dead or Alive – 5:11 (Jon Bon Jovi, Richie Sambora) – dall'album Slippery When Wet
6. Lay Your Hands on Me – 6:04 (Jon Bon Jovi, Richie Sambora) – dall'album New Jersey
7. You Give Love a Bad Name – 3:46 (Jon Bon Jovi, Richie Sambora, Desmond Child) – dall'album Slippery When Wet
8. Bed of Roses – 6:37 (Jon Bon Jovi) – dall'album Keep the Faith
9. Blaze of Glory – 5:40 (Jon Bon Jovi, Danny Kortchmar) – dall'album Blaze of Glory
10. Prayer '94 – 5:16 (Jon Bon Jovi, Richie Sambora, Desmond Child) – Inedito
11. Bad Medicine – 5:14 (Jon Bon Jovi, Richie Sambora, Desmond Child) – dall'album New Jersey
12. I'll Be There for You – 5:47 (Jon Bon Jovi, Richie Sambora) – dall'album New Jersey
13. In and Out of Love – 4:23 (Jon Bon Jovi) – dall'album 7800° Fahrenheit
14. Runaway – 3:53 (Bon Jovi, George Karak) – dall'album Bon Jovi

Durata totale: 72:21
Versione per il Giappone
1. Livin' on a Prayer – 4:13 (Jon Bon Jovi, Richie Sambora, Desmond Child) – dall'album Slippery When Wet
2. Keep the Faith – 5:46 (Jon Bon Jovi, Richie Sambora, Desmond Child) – dall'album Keep the Faith
3. Someday I'll Be Saturday Night – 4:39 (Jon Bon Jovi, Richie Sambora, Desmond Child) – Inedito
4. Always – 5:52 (Jon Bon Jovi) – Inedito
5. Wanted Dead or Alive – 5:11 (Jon Bon Jovi, Richie Sambora) – dall'album Slippery When Wet
6. Lay Your Hands on Me – 6:04 (Jon Bon Jovi, Richie Sambora) – dall'album New Jersey
7. You Give Love a Bad Name – 3:46 (Jon Bon Jovi, Richie Sambora, Desmond Child) – dall'album Slippery When Wet
8. Bed of Roses – 6:37 (Jon Bon Jovi) – dall'album Keep the Faith
9. Blaze of Glory – 5:40 (Jon Bon Jovi, Danny Kortchmar) – dall'album Blaze of Glory
10. Tokyo Road – 5:40 (Jon Bon Jovi, Richie Sambora) – dall'album 7800° Fahrenheit
11. Bad Medicine – 5:14 (Jon Bon Jovi, Richie Sambora, Desmond Child) – dall'album New Jersey
12. I'll Be There for You – 5:47 (Jon Bon Jovi, Richie Sambora) – dall'album New Jersey
13. In and Out of Love – 4:23 (Jon Bon Jovi) – dall'album 7800° Fahrenheit
14. Runaway – 3:53 (Bon Jovi, George Karak) – dall'album Bon Jovi
15. Never Say Goodbye – 4:53 (Jon Bon Jovi, Richie Sambora) – dall'album Slippery When Wet

Durata totale: 77:38

### CD Bonus del cofanetto "Deluxe Sound & Vision"
1. The Radio Saved My Life Tonight – 5:08 – dall'album 100,000,000 Bon Jovi Fans Can't Be Wrong
2. Wild in the Streets – 3:55 – dall'album Slippery When Wet
3. Diamond Ring – 3:46 – dall'album These Days
4. Good Guys Don't Always Wear White – 4:30 – dall'album 100,000,000 Bon Jovi Fans Can't Be Wrong
5. The Boys Are Back in Town (*) – 4:04 – dalla compilation di artisti vari Stairway to Heaven/Highway to Hell
6. Edge of a Broken Heart – 4:35 – dall'album 100,000,000 Bon Jovi Fans Can't Be Wrong
7. Postcard From The Wasteland (Demo) – 4:24 – dall'edizione Giapponese dell'album Bounce
8. Blood on Blood (versione live) – 6:49 – versione studio sull'album New Jersey
9. Let It Rock – 5:23 – dall'album Slippery When Wet
10. Starting All Over Again (Japan Bonus track) – 3:44 – dall'edizione Giapponese dell'album Keep the Faith
11. Blood Money (versione live) – 2:27 – versione studio sull'album Blaze of Glory
12. Save a Prayer – 5:56 – dall'album Keep the Faith
13. Lucky (B-Side) – 3:47 – B-Side del singolo Everyday
14. Why Aren't You Dead? – 3:32 – dall'album 100,000,000 Bon Jovi Fans Can't Be Wrong
15. Raise Your Hands – 4:15 – dall'album Slippery When Wet

Durata totale: 66:15

## Errori
- Nell'edizione Deluxe è riportato un errore sia nel box set che nel libretto allegato; il brano The Boys Are Back in Town (cover dell'omonima canzone dei Thin Lizzy) è segnalato in versione live, ma in realtà è stata inclusa nel disco la versione studio che i Bon Jovi registrarono nel 1989 per la compilation di artisti vari chiamata Stairway to Heaven/Highway to Hell.

## Successo commerciale
Cross Road ottenne un successo clamoroso, raggiungendo la top 3 di ben venticinque paesi, in tredici dei quali si piazzò in prima posizione. L'album risultò essere il più venduto in Europa per sette settimane consecutive, con oltre otto milioni di copie vendute: per questo ricevette la certificazione di otto dischi di platino dalla IFPI. Inoltre, risultò il disco più venduto nel Regno Unito nel 1994. Cross Road vendette 5 milioni di copie nel mondo solamente nelle prime cinque settimane dalla messa in commercio, e ancora oggi continua a registrare buoni risultati: al settembre del 2009, le copie vendute negli Stati Uniti risultano essere 4.775.236. Fu il primo disco dei Bon Jovi a raggiungere la prima posizione in Italia, risultato che successivamente sarebbe stato eguagliato solo da Crush del 2000. In totale sono state vendute circa 21 milioni e mezzo di copie nel mondo, risultando essere il disco dei Bon Jovi più venduto dai tempi di Slippery When Wet del 1986.
Enorme successo ottenne anche il singolo Always, che vendette circa 4 milioni di copie nel mondo, di cui 1,5 milioni nei soli Stati Uniti, diventando la hit più venduta di sempre dei Bon Jovi. La canzone raggiunse la posizione n.4 della Billboard Hot 100, insieme al primo posto in diverse classifiche internazionali. Come successo per l'album Cross Road, Always risultò essere uno dei singoli più venduto durante il 1994.

## Formazione

### Bon Jovi
- Jon Bon Jovi - voce, chitarra
- Richie Sambora - chitarra, cori
- Alec John Such - basso, cori
- David Bryan - tastiere, cori
- Tico Torres - batteria, percussioni

### Altro personale
- Dave Sabo - chitarra, cori
- Tim Pierce - chitarra
- Roy Bittan - tastiere, cori
- Hugh McDonald - basso, cori
- Frankie LaRocka - batteria, percussioni

## Classifiche

### Classifiche settimanali
| Classifica (1994/95) | Posizione massima |
| -------------------- | ----------------- |
| Australia            | 1                 |
| Austria              | 1                 |
| Belgio               | 1                 |
| Canada               | 2                 |
| Cile                 | 2                 |
| Danimarca            | 1                 |
| Europa               | 1                 |
| Finlandia            | 1                 |
| Francia              | 3                 |
| Germania             | 1                 |
| Giappone             | 1                 |
| Irlanda              | 2                 |
| Italia               | 1                 |
| Norvegia             | 2                 |
| Nuova Zelanda        | 1                 |
| Paesi Bassi          | 2                 |
| Portogallo           | 1                 |
| Regno Unito          | 1                 |
| Spagna               | 2                 |
| Stati Uniti          | 8                 |
| Sudafrica            | 1                 |
| Svezia               | 2                 |
| Svizzera             | 1                 |
| Ungheria             | 4                 |

### Classifiche di fine anno
| Classifica (1994) | Posizione |
| ----------------- | --------- |
| Australia         | 3         |
| Austria           | 17        |
| Canada            | 33        |
| Francia           | 32        |
| Germania          | 21        |
| Giappone          | 66        |
| Italia            | 7         |
| Nuova Zelanda     | 37        |
| Paesi Bassi       | 9         |
| Regno Unito       | 1         |
| Spagna            | 14        |
| Svezia            | 14        |
| Svizzera          | 47        |
| Classifica (1995) | Posizione |
| Australia         | 26        |
| Austria           | 8         |
| Belgio (Fiandre)  | 30        |
| Belgio (Vallonia) | 22        |
| Germania          | 11        |
| Giappone          | 31        |
| Paesi Bassi       | 15        |
| Spagna            | 12        |
| Stati Uniti       | 41        |
| Sudafrica         | 1         |
| Svizzera          | 11        |

## Tour promozionale
Per promuovere la raccolta, il gruppo intraprese il Crossroad Promo Tour, partito il 25 marzo 1994 dai Compass Point Studios di Nassau, e conclusosi il 16 dicembre dello stesso anno al Count Basie Theatre di Red Bank.